# François Magloire Joseph Goblet
François Magloire Joseph Goblet est un homme politique, né le 16 décembre 1744 à Tournai et mort le 11 janvier 1819 à Tournai.

## Biographie
François Magloire Joseph Goblet est le fils de Gilles-Albert Goblet, maître-apothicaire à Tournai, et de Marie-Louise Duteit. Marié avec Marie Michelle Josèphe Delmarle, il est le père du général Albert Goblet d'Alviella.
Avocat et magistrat, le Consulat le nomme sous-préfet, et le Sénat conservateur porte son choix sur lui, le 27 brumaire an XII, comme député du département de Jemmapes au Corps législatif. Il est réélu le 2 mai 1809 et siège jusqu'à la fin du règne.

## Mandats et fonctions
- Sous-préfet de l'arrondissement de Tournai
- Membre du Corps législatif : 1803-1814